# Динар (Афьонкарахисар)
Дина́р (Динейр, тур. Dinar) — район сельского типа в Турции, в иле Афьонкарахисар. Динар находится к югу от Афьонкарахисара, в исторической области Фригия, у истоков реки Большой Мендерес (Меандр), на месте древней Апамеи, построенной на месте Келен, древнейшей столицы Фригии. В 500 метрах восточнее города, на горе Калеикиги (1199 м) на уступе на высоте 1050 метров над уровнем моря находятся руины раннехристианской базилики первой половины — середины VI века. Население 47 304 человек по данным 2018 года.
Через Динар проходит естественный путь и дорога Измир (Смирна) — Конья. 
В 1856 году османское правительство предоставило английской компании «Измир-Айдын-османели» первую концессию на строительство железной дороги от Измира до Айдына (130 км). Движение по ней началось через 11 лет, в 1867 году. В 1879 году и 1888 году концессионеры получили право продолжить дорогу до Динара (377 км от Измира). В 1933 году было начато строительство железной дороги Афьон-Карахисар — Динар — Эгердир — Анталья (391 км).
В 1958—1959 гг. в городах Зиле, Болу, Газиантеп, Динар, Афьонкарахисар, Зонгулдак и многих других городах и селах происходили столкновения народа с армией, полицией и жандармами.
1 октября 1995 года произошло землетрясение с эпицентром в Динаре, было разрушено 4500—5100 зданий, погибло 90 человек.